# Списък на реките в Швеция
Реките в Швеция образуват гъста речна мрежа. Преобладават късите и пълноводни реки с предимно снежно-дъждовно подхранване. Най-големи са Далелвен, Турнеелвен, Кларелвен, Онгерманелвен, Гьотаелвен. Течението на повечето реки се отличава със значителен наклон и изобилстват бързеите, проговете и водопадите. Максималният им отток е през пролетта и лятото, а поради регулиращата роля на многочислените езера и блата колебанията на водните нива са незначителни. Ледените явления продължават от 3 – 4 седмици на юг до 5 – 6 месеца на север. По хидроенергийни запаси (около 80 млрд квтч годишно) Швеция заема 2-ро място в Европа след Норвегия.
Списъкът на реките в Швеция съдържа всичките 85 реки в страната с дължина над 100 km, в т.ч. 30 реки с дължена над 200 km. За всяка река се посочени нейната дължина и водосборен басейн (ако има налични данни). Данните на тези реки, на които част от течението им или част от водосборния им басейн е извън пределите на Швеция, са отбелязани със звездичка (*).
А – Б – В – Г – Д – Е – Ж – З – И – Й – К – Л – М – Н – О – П – Р – С – Т – У – Ф – Х – Ц – Ч – Ш – Щ – Ю – Я

## А
- Алстерон – 125 / 1525
- Арбугаон – 145 / 3808

## Б
- Блакелвен – 115 / 2460
- Булмон – 172 / 2100
- Буреелвен – 115 / 1046
- Бюелвен – 190* / 4760*
- Бюскеелвен – 215 / 3662

## В
- Ванон – 110 / ?
- Вестердалелвен – 315* / 8640*
- Вефсна (Ваптселвен) – 163* / 4122*
- Винделелвен – 445 / 12 650
- Вискан – 142 / 2202
- Витангиелвен – 110 / 519
- Воймон – 225 / 3543
- Вокснанелвен – 150 / 3140

## Г
- Гавлеон – 129 / 2460
- Гулспонгелвен – 246 / 5044
- Гьотаелвен – 95 / 50 229*

## Д
- Далбергсон – 110 / ?
- Далелвен – 220 / 28 954*
- Делонгерсон – 155 / 2008
- Дилтаон – 105 / ?

## Е
- Емон – 229 / 4472
- Енгесон – 180 / ?
- Ереелвен – 225 / 3029
- Етран – 243 / 3342

## И
- Ийдеелвен – 225 / 3442
- Иймон – 170 / 4370
- Индалселвен – 430* / 26 727*

## Й
- Йостердалелвен – 300 / 12 430*

## К
- Кайтумелвен – 150 / 3300
- Каликселвен – 461 / 18 130
- Кларелвен (Трюсилелв) – 460* / 11 820*
- Колбексон – 180 / 3100

## Л
- Лаган – 244 / 6452
- Лайниоелвен – 266 / 6130
- Лайселвен – 190 / 3000
- Лила Люлеелвен – 238 / 9800
- Лилелвен – 140 / ?
- Лонган – 136 / ?
- Льогдеелвен – 204 / 1610
- Люлеелвен – 450 / 25 240*

## М
- Малон – 120 / 1917
- Муониоелвен (Муониойоки) – 333* / 14 430*
- Муелвен – 140 / 2280
- Муталастрьом – 100 / 15 481
- Мьорумсон – 175 / 3369

## Н
- Несон – 180 / ?
- Нетраон – 100 / 1024
- Никьопиндсон – 157 / 3632
- Нисан – 200 / 2685
- Норселвен – 180* / 4160*

## О
- Обюелвен – 165 / 1344
- Онгерманелвен – 460* / 31 864*
- Ореелвен – 143 / 3340

## П
- Перлеелвен – 139 / 2296
- Питеелвен – 400 / 11 285

## Р
- Раунаселвен – 135 / ?
- Рене – 120 / 1897
- Риклеон – 110 / 1649
- Ронебюон – 117 / 1128
- Ротнан – 110* / 960*
- Рьонеелвен – 210 / 4207

## С
- Сакселвен – 180 / ?
- Сангиселвен – 109 / 1230
- Свартон – 160 / 3440
- Севаон – 130 / 1475
- Севарон – 140 / 1161
- Сколон – 140 / ?
- Стонгон – 185 / 2440

## Т
- Тестебуон – 110 / 1120
- Тимселвен – 110 / ?
- Турнеелвен (Торниойоки) – 565* / 40 147*

## У
- Умеелвен – 470 / 26 815*
- Уперудселвен – 135 / 3336

## Ф
- Факселвен – 340 / 22 500*
- Фелшеелвен – 260 / 8410
- Фларкон – 105 / ?

## Х
- Хедстрьомен – 128 / 1060
- Хелге – 190 / 4749
- Хоркан – 184* / 3990*
- Хулан – 200 / ?

## Ш
- Шелефтеелвен – 410 / 11 731*

## Ю
- Юктан – 177 / ?
- Юнган – 399 / 12 851
- Юснан – 439 / 19 828